# Thomas Südhof
Thomas Christian Südhof (született Göttingen, 1955. december 22. –) német-amerikai biokémikus. 2013-ban az amerikai James Rothmannal és Randy Schekmannal megosztva elnyerte a fiziológiai és orvostudományi Nobel-díjat, mert felfedezte, hogy az idegsejtekben hogyan történik a neurotranszmitter molekulák sejten belüli, vezikulumokban történő transzportja.

## Tanulmányai
Thomas Südhof 1955. december 22-én született a németországi Göttingenben, egy orvoscsalád négy gyereke közül a másodikként. Anyai nagyszülei antropozófusok voltak és a városi Waldorf-iskolában tanítottak, amelyet a nácik hatalomátvétele után bezártak, nagyapját pedig munkaszolgálatra ítélték. Thomas Göttingenben és Hannoverben töltötte gyerekkorát és utóbbi város Waldorf-iskolájában tanult. Apja sikeres belgyógyász főorvosként sokat dolgozott és tankönyveket is írt; de a túlfeszített munka miatt szívrohamban meghalt, amikor Thomas még középiskolába járt.
A középiskola után 1975-ben beiratkozott az Aacheni Egyetem orvosi szakára, majd a Göttingeni Egyetemen folytatta tanulmányait, ahol közelebb kerülhetett az alapkutatáshoz. Göttingenben Victor P. Whitakker neurokémiai tanszékén felvették tudományos segédmunkatársként, ahol csatlakozott az idegsejtek szinaptikus vezikulumait tanulmányozó munkához. Sikerült izolálnia és jellemeznie egy fehérjecsaládot, amely a nemrég felfedezett annexinek közé tartozott. Südhof 1982-ben megszerezte orvosi diplomáját, a következő évben pedig posztdoktori képzésre kiköltözött az Egyesült Államokba.   

## Munkássága
Südhof a Texasi Egyetem dallasi Délnyugati Orvostudományi Karán kapott ösztöndíjat, ahol Michael Brown és Joseph Goldstein laboratóriumában klónozta az LDL-receptor génjét. Ott tartózkodása alatt, 1985-ben Brownt és Goldsteint fiziológiai Nobel-díjjal tüntették ki. Mikor szerződése 1986-ban lejárt, Brown és Goldstein felajánlottak neki egy laboratóriumot, így Südhof Dallasban maradt; egészen további 22 évig, amit csak egy rövid göttingeni intermezzo szakított meg.
Saját laboratóriumában Südhof visszanyúlt a korábbi témához: miből állnak az idegsejtek szinaptikus vezikulumai és hogyan ürítik ki tartalmukat a szinapszisba, vagyis mi a mechanizmusa a neurotranszmitterek felszabadulásának. Südhoz azt a munkamódszert választotta, hogy előbb igyekezett izolálni valamennyi fehérjét, amely szerepet játszhat ezekben a folyamatokban és később azonosította funkciójukat. A következő két évtizedben aprólékos munkával sorra azonosította a vezikulumok ürítésének (exocitózisának) kulcsrésztvevőit az idegsejtekben, különös tekintettel a lipidmembránok fúzióját szabályozó proteinekre. felfedezte, hogy a folyamatok irányításában fontos szerepet játszik a kalciumionokon alapuló szignál és leírta, hogyan kapcsolódik az akciós potenciál a neurotranszmitterek szinaptikus térbe való ürítéséhez. Néhány általa azonosított fehérje más sejtekben is szabályozza a vezikulumok transzportját, míg mások a neuronokra specifikusak.
Südhof más kutatócsoportokkal párhuzamosan dolgozott (többek között James Rothmanéval és Randy Schekmanéval) és egymás adatait felhasználva, hosszú időn keresztül, fokozatosan fejtették meg azt a sokszereplős folyamatot, miképp működik a sejtekben a membránok összeolvadása.
Tíz évvel laboratóriumának megindítása után Südhofot felkérték, hogy legyen a vezetője a göttingeni Kísérletes Orvostudományi Max Planck Intézet idegtudományi részlegének. Lelkesen fogott munkához, de néhány év múlva konfliktusba került az intézet új igazgatójával és 1998-ban visszatért a Texasi Egyetemre, ahol megkapta az Idegtudományi Központ (később tanszék) vezetését. A következő tíz évben kutatásai mellett a központ felépítésének szentelte idejét. 2008-ban munkahelyet váltott, a tudományszervezési feladatok helyett visszatért a laboratóriumba és a Stanford Egyetemen a szinapszisok kialakulását, és abban a csapata által felfedezett neurexin fehérjék szerepét vizsgálta.

## Elismerései
- 1993 a Columbia Egyetem W. Alden Spencer-díja
- 1994 Wilhelm Feldberg-díj
- 1997 A Nemzeti Tudományos Akadémia molekuláris biológiai díja
- 2004 MetLife-díj
- 2004 Bristol-Myers Squibb-díj
- 2008 Bernhard Katz-díj
- 2008 a Passano Alapítvány díja
- 2010 Kavli-díj
- 2013 Albert Lasker-díj az orvosi alapkutatásért
- 2013 Fiziológiai és orvostudományi Nobel-díj (Randy Schekmannal és James Rothmannal megosztva)

2002 óta tagja a Nemzeti Tudományos Akadémiának, 2007 óta a Nemzeti Orvostudományi Akadémiának, 2017 óta pedig levelező tagja a brit Royal Societynek. 2022-ben a Magyar Tudományos Akadémia tiszteleti tagjává választották.

## Családja
Thomas Südhof a szintén neurobiológus Lu Chent vette feleségül. Hat gyermekük született: Saskia, Alexander, Leanna, Sören, Roland és Moritz. Südhof gyerekkora óta kedveli a klasszikus zenét és jól játszik fagotton.